# Сушица (област Кюстендил)
Вижте пояснителната страница за други значения на Сушица.
Сушица е село в Западна България. То се намира в община Трекляно, област Кюстендил.

## География
Село Сушица се намира в планински район, в Кюстендилското Краище, по източните склонове на Кобилска планина и западните склонове на Земенската планина – в началото на Сушичка река.
Селото е разпръснат тип, образувано от 9 махали - А̀но, Горни Ва̀рнидол, Долни Ва̀рнидол, Камберцѝ (Петрѐвци), Кръсто̀вци, Раздо̀лци, Село̀, Чивлѝко и Шава̀ро.

## История
Няма запазени писмени данни за времето на възникване на селото. Останките от антично и средновековно селище свидетелстват, че районът е населяван от дълбока древност.
Село Сушица е старо средновековно селище. В турски данъчен регистър от 1570-1572 г. е посочено под името Шушица като тимар към нахия Горно Краище на Кюстендилския санджак с 28 домакинства, 21 ергени, 2 бащини и 1 вдовица. В списъка на джелепкешаните от 1576-77 г. е записано под името Сушиче към кааза Радомир с 3 данъкоплатци. В регистър на войнуците от средата на XVI век фигурира с името Сушиче с 1 данъкоплатец.

## Религии
Село Сушица принадлежи в църковно-административно отношение към Софийска епархия, архиерейско наместничество Кюстендил. Населението изповядва източното православие.

## Исторически, културни и природни забележителности
- Оброк „Свети Георги“. Намира се на около 1 км североизточно от кметството в местността „Спасовица“ или „Кленье“.
- Оброк „Свети Илия“. Намира се на около 500 метра североизточно от кметството, в местността „Равна нива“.

## Личности
- Георги Зиновиев Димитров – род.1920 г., военен.
- Йордан Калистратов Джонев – род.1921 г., агроном